# Mount Shand (Alaska)
Der Mount Shand ist ein 3860 m hoher Berg in der Alaskakette in Alaska (USA). Er gehört zu den höchsten Bergen in der Hayes Range.

## Geografie
Der Berg befindet sich im östlichen Teil der Alaskakette, 65 km südsüdwestlich von Delta Junction sowie 74 km nordnordwestlich von Paxson. Das Durchbruchstal des Delta River verläuft 28 km weiter östlich. Ein Berggrat führt zum 3,8 km nordöstlich gelegenen Mount Moffit, der ihn um 110 m überragt. An der Nordostflanke befindet sich das Nährgebiet des östlichen Quellgletschers des Trident-Gletschers. Unterhalb der Westflanke verläuft der mittlere Quellgletscher des Trident-Gletschers. Der Black-Rapids-Gletscher verläuft südlich des Mount Shand in östlicher Richtung. Ein kleiner Tributärgletscher des Black-Rapids-Gletschers reicht bis zum Südfuß des Mount Shand. Der Mount Shand befindet sich auf dem Hauptkamm der Alaskakette. Ein Berggrat verbindet ihn mit dem 7,3 km weiter östlich gelegenen McGinnis Peak, ein weiterer Berggrat führt zum 5,3 km westsüdwestlich gelegenen Aurora Peak.

## Namensgebung
Der Berg wurde 1962 vom U.S. Geological Survey (USGS) nach William Shand Jr. (1918–1946) benannt. Diesem gelang gemeinsam mit Benjamin G. Ferris Jr. am 12. August 1941 die Erstbesteigung des nördlich benachbarten Gipfels. Für diesen Gipfel schlug Bradford Washburn 1949 den Namen „Mount Shand“ vor. Später erhielt dieser Gipfel den offiziellen Namen „Mount Moffit“.